# Blinking Lights and Other Revelations
Blinking Lights and Other Revelations är musikgruppen Eels sjätte studioalbum, med 33 låtar fördelat på 2 skivor. Albumet släpptes i en så kallad digipack i USA och i Europa i den vanliga plastasken. Vid inspelningen av albumet medverkade Tom Waits, Bobby, Jr., John Sebastian samt Peter Buck. Albumet släpptes över hela världen datumen runt den 26 april 2005.
Den första singeln från detta album är Hey Man (Now You're Really Living). Den andra singeln blev Trouble With Dreams.

## Låtlista

### Cd 1
1. "Theme From Blinking Lights" - 1:44
2. "From Which I Came / A Magic World" - 3:14
3. "Son of a Bitch" - 2:27
4. "Blinking Lights (For Me)" - 2:01
5. "Trouble With Dreams" - 4:33
6. "Marie Floating Over the Backyard" - 2:04
7. "Suicide Life" - 2:42
8. "In the Yard, Behind the Church" - 4:06
9. "Railroad Man" - 4:17
10. "The Other Shoe" - 2:32
11. "Last Time We Spoke" - 2:23
12. "Mother Mary" - 3:22
13. "Going Fetal" - 2:21
14. "Understanding Salesmen" - 2:43
15. "Theme for a Pretty Girl That Makes You Believe God Exists" - 2:06
16. "Checkout Blues" - 2:27
17. "Blinking Lights (For You)" - 2:00

### Cd 2
1. "Dust of Ages" - 2:21
2. "Old Shit / New Shit" - 3:17
3. "Bride of Theme From Blinking Lights" - 1:53
4. "Hey Man (Now You're Really Living)" - 3:03
5. "I'm Going to Stop Pretending That I Didn't Break Your Heart" - 3:57
6. "To Lick Your Boots" - 3:30
7. "If You See Natalie" - 3:42
8. "Sweet Li'l Thing" - 3:27
9. "Dusk: A Peach in the Orchard" - 1:17
10. "Whatever Happened to Soy Bomb" - 2:26
11. "Ugly Love" - 2:58
12. "God's Silence" - 1:26
13. "Losing Streak" - 2:52
14. "Last Days of My Bitter Heart" - 1:35
15. "The Stars Shine in the Sky Tonight" - 3:31
16. "Things the Grandchildren Should Know" - 5:22